# منصور حضرتی
منصور حضرتی (زاده ۲۶ فروردین ۱۳۱۱ - تهران) کشتی‌گیر اهل ایران بوده است.
وی در بازی‌های المپیک تابستانی ۱۹۶۰ در وزن Middleweight فرنگی شرکت کرده که پس از سه شکست از مسابقات حذف شد.
وی از سال  ۱۳۵۴ الی ۱۳۵۷ رئیس فدراسیون هاکی ایران بود.